# 陸象山
陸 象山（りく しょうざん、紹興9年2月24日（1139年3月26日）- 紹熙3年12月14日（1193年1月18日））は、中国南宋の儒学者・官僚。名は九淵、字は子静。象山は号。諡は文安。撫州金渓県青田の人。朱熹と同時代に生き、その論敵として知られる。その一族はおよそ二百年間にわたり何世代もが同居することで有名であり、時の王朝より義門（儒教的に優れた一族）として顕彰された。陸象山の兄の陸九韶・陸九齢二人も著名な学者で兄弟を三陸と称することもある。進士に及第後地方官・中央官として経験を積んだ。49歳の時、信州の応天山に私塾をひらき、そこで講学を行ったが、その数年後肺結核のため世を去った。

## 思想
象山の思想は「心即理」ということばで特徴づけられることが多い。朱子学では心を「性」（人が本来持つ善なる本性）と「情」に分け、「性」こそ「理」（ものごとをあるべくしてあらしめる天のことわり）であるとした（すなわち「性即理」）が、象山はこれに対し、心を分析してその中に性・情や天理・人欲を弁別することを良しとせず、心そのものが「理」であると肯定した。象山の思想を心学と称する所以である。これは程明道（程顥）の「善悪みな天理」という考えを敷衍したものに他ならない。心＝理とする思想は、心以外のものに束縛されないことを意味し、これを推してゆけば六経や孔子・孟子その人すらも、そこに先験的な価値を置かない姿勢を導き出す。果たして象山は「六経、みなわが心の注釈なり」と述べて、権威ある六経よりも自らの心を上位に置いた発言をしている。無論象山自身は六経を蔑ろにすることは絶対になかったが、この考えは後の明代に開花する陽明学左派の無軌道とも思える思想を準備することになる。
また13歳の時、「宇宙内の事はすなわち己が分内の事、己が分内の事はすなわち宇宙内の事なり」と書き残しているが、ここには外的現象と心の内を同一視する傾向が見られ、成長につれて象山はこれを深化させていく。すなわち象山の思想は客観を主観の中へと吸収してしまう思想的性格を有する。これは主観唯心論に分類される根拠となっている。
象山自身は明確な師弟関係を持たなかったが、その学統は程明道―謝上蔡（謝良佐）と受け継がれてきた「万物一体の仁」に連なるものである。それはやがて明代に至り王陽明へと受け継がれ、「陸王学」あるいは「心学」と呼ばれ一世を風靡するのである。
象山は朱子と全く同じ時間を生きたため、またその兄たちは朱子と親交があったため、しばしば手紙を通じ論争した。互いに相手の学説を非難したが、基本的には尊敬の念をどちらも抱いていたらしい。そのためか1175年に呂祖謙の仲介によって直接会って論ずることもあり、これが中国思想史上、有名な「鵝湖の会」である。朱子が講学していた白鹿洞書院に招かれ講演したこともある。

## 象山文集
〔象山文集〕陸象山の文章は、象山歿後十三年の開禧元年（一二〇五）に象山の長子の陸持之によってはじめて編集され、高弟楊簡が序を書いて「文集二十八巻外集六巻」が成立した。
二年後の開禧三年、象山の門人の高商老が、この文集を撫州の郡庠において創刊した。しかし、この高氏刊本はなお欠略が多かったので、陸持之が遺文をあつめて増益して再編し、合して三十二巻とし、嘉定五年（一二一二）九月象山高弟の袁燮が序を書いて、江西の倉司から創行した。